# Casa de Leguizamón

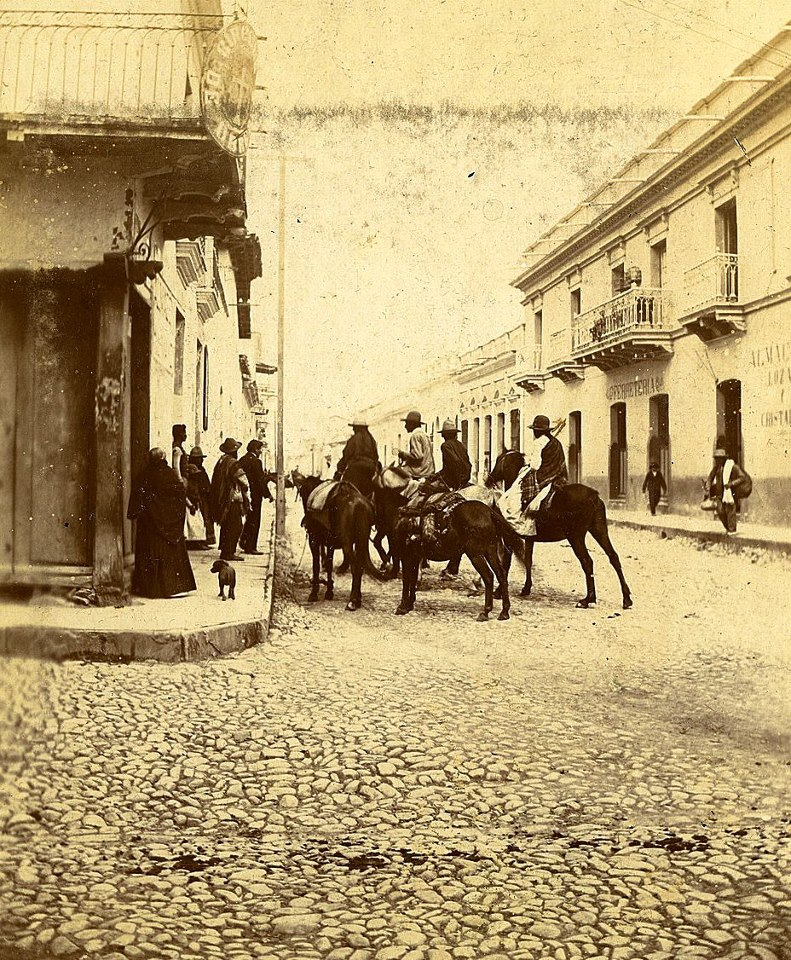
Calle Florida, casa de Leguizamón. Finales del.

La casa del coronel Juan Galo Leguizamón (1785-1868) en la ciudad de Salta (Argentina), declarada Monumento Histórico Nacional en 1979, es actualmente el Museo Casa de Leguizamón.

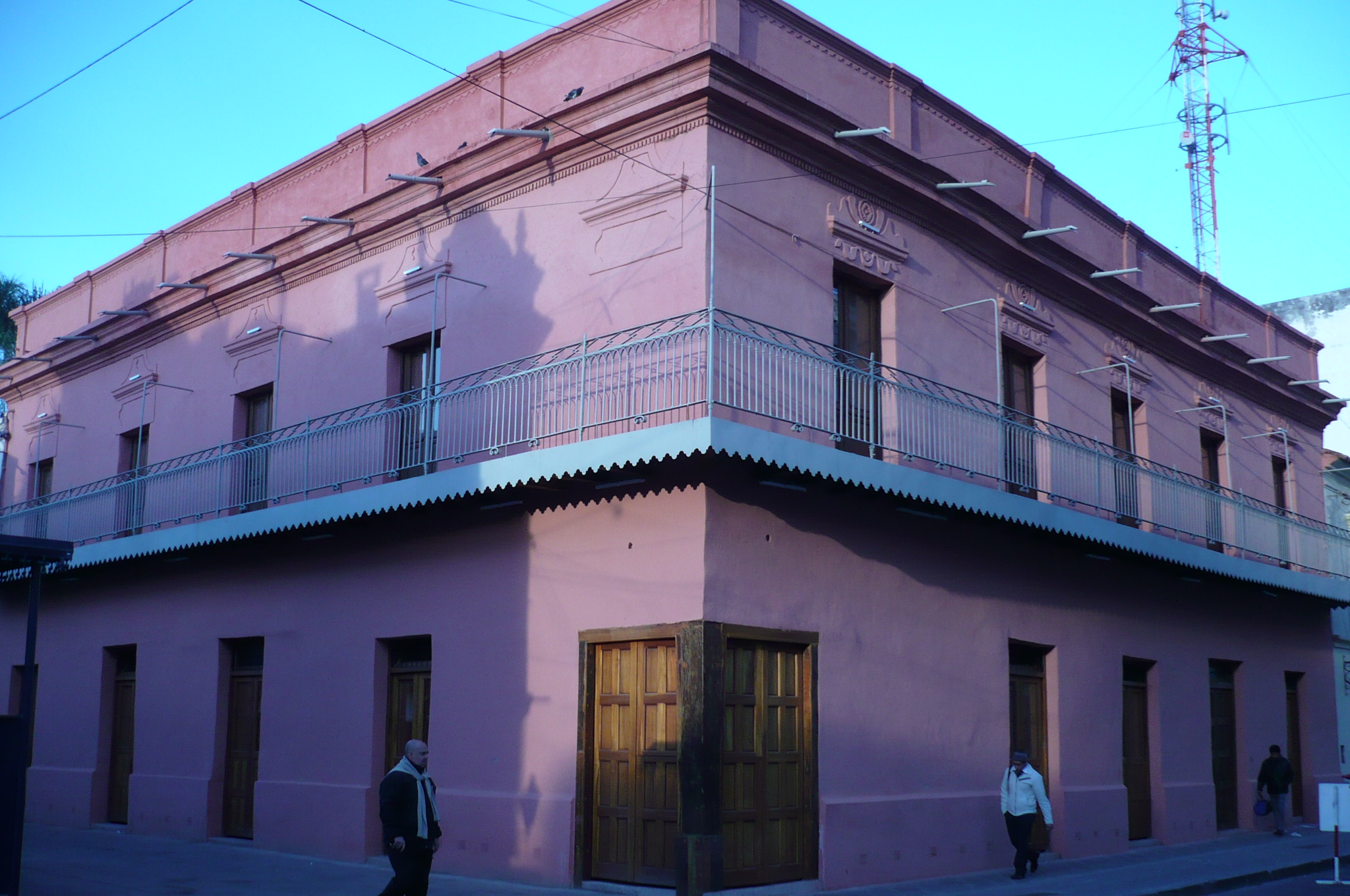
Casa de Juan Galo Leguizamón, en la esquina de peatonal La Florida y Caseros, en la ciudad de Salta.

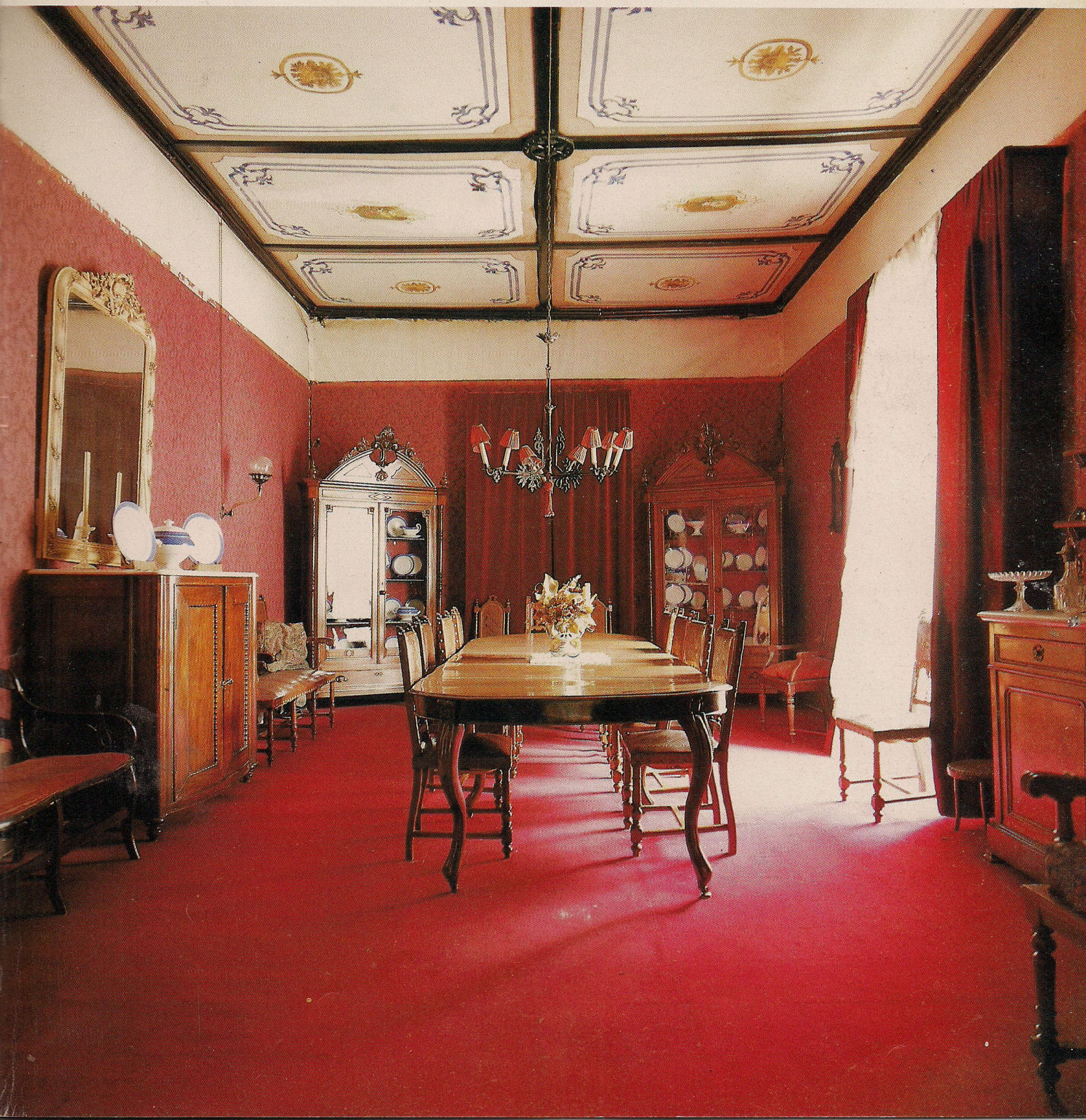
Salón comedor original de la casa de Juan Galo Leguizamón.

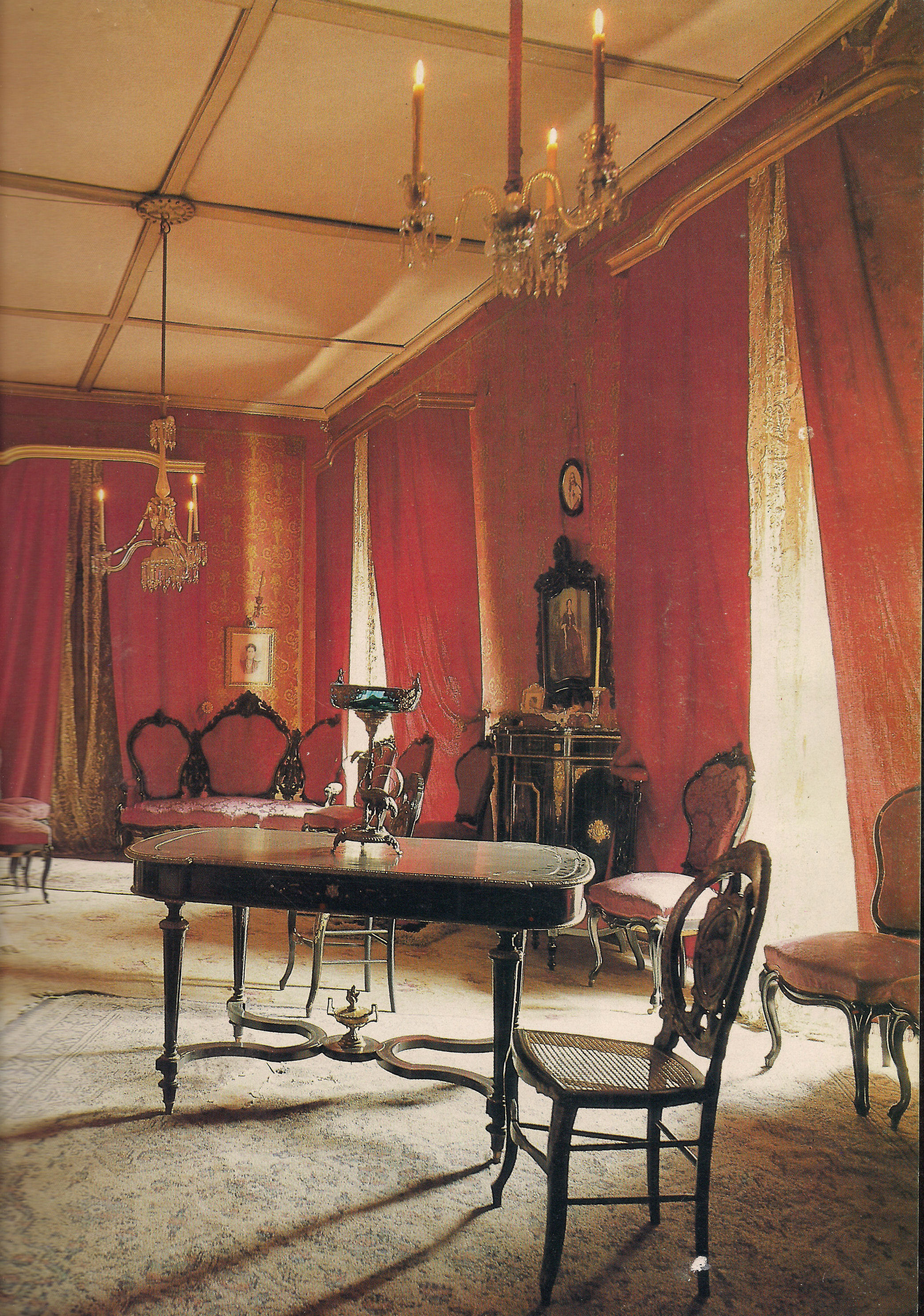
Sala original de la casa del coronel Leguizamón.

## Historia
Esta casa, que el coronel Juan Galo Leguizamón construyó en 1806, en la planta baja era comercio y en los altos vivienda. La superficie construida llegaba a los mil metros cuadrados. 
Está ubicada en la esquina de peatonal La Florida y Caseros, a una cuadra de la plaza 9 de julio. Su salón era la tertulia más animada de Salta.
Constituye uno de los testimonios más valiosos de la arquitectura doméstica de transición al siglo XIX. Ella y sus habitantes fueron testigos de la historia republicana local, la Guerra de la Independencia, las guerras civiles, el período Rosista, la Organización Nacional y el progreso en todas sus manifestaciones.
Ambrosio Romero Carranza, en su biografía de Félix Frías, narra un episodio acaecido en los salones de esta casa:

El baile que resulta más concurrido y animado es el que se da en la bella y lujosa casa de los Leguizamón, situada a una cuadra del Cabildo. En el amplio salón de los altos de esta casa, entre consolas de caoba, brillantes arañas y candelabros de cristal, adornos de plata, cortinas de damasco y encaje y cuadros de próceres, luce (Félix) Frías dotes de buen bailarín. Allí, llevando entre sus brazos una beldad salteña, baila el último vals que danzará en tierra argentina. Apenas se había apagado el son de ese vals, tocado en el clavicordio de los Leguizamón, que ya suena la hora de dar la última batalla: un chasqui llega reventando caballo con la alarmante nueva de que (Manuel) Oribe, con el grueso de su ejército, acaba de invadir Tucumán
Romero Carranza, Ambrosio. La juventud de Félix Frías (1816-1841). Publicaciones del Seminario de estudios de la historia argentina (SEHA). Buenos Aires, 1960. Capítulo XX: Tucumán y Salta, págs. 278-287.

El valor del edificio no se debe solamente a su importancia histórica o por la apariencia de sus elementos individuales, sino también por la integridad de todos sus componentes, su tecnología de muros portantes de adobe, su ubicación dentro del centro salteño, la relación con los edificios patrimoniales circundantes, a lo que debe añadirse los miles de muebles y objetos con que cuenta, conformándose así un conjunto único.
En 1968, Manuel Mujica Láinez publicó un comentario sobre esta casa:

En Salta me brindaron su acogida generosa la casa ... muy suntuosa y casi escenográfica de los Leguizamón y Palacio, donde es tal el cúmulo de muebles estupendos que el visitante debe sortearlos como a los escollos de un barroco laberinto, mientras avanza, guiado por su encantadora y elocuente dueña, hacia el comedor ...
Manuel Mujica Láinez. Por Casas y Caserones. Viaje al Noroeste Argentino. Diario "La Nación" de Buenos Aires del lunes 22 de enero de 1968.

En 1990 se publicó una gráfica descripción del estado de la residencia en esos días:

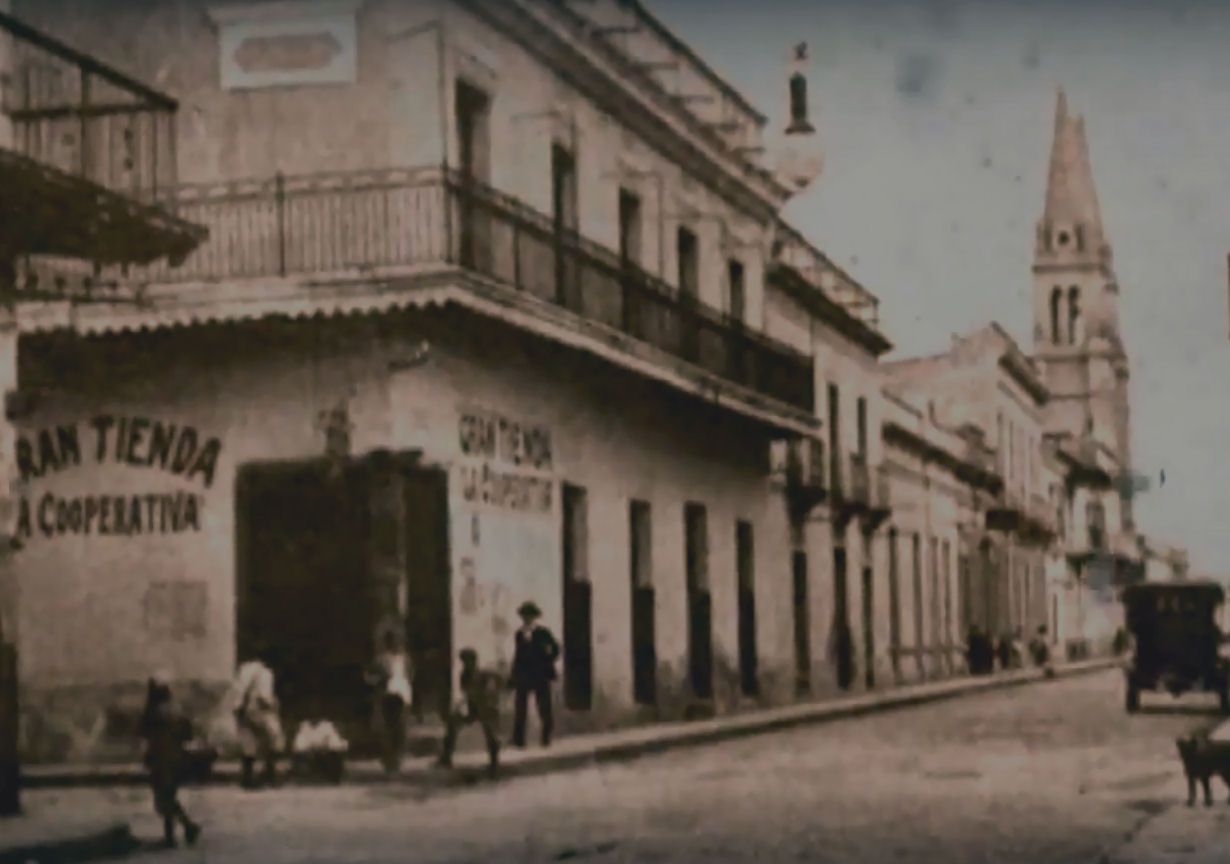
Casa de Leguizamón en las primeras décadas del siglo XX

Uno sube la pequeña escalera de madera, atraviesa el fino pasadizo de baldosas y baranda de hierro, abre la puerta de madera oscura, entra en el salón de los Leguizamón y tiene el inquietante presentimiento de que don Félix Frías dejó su dama y se fue a la guerra recién la noche anterior. Allí, contra una de las paredes, está el clavicordio Frard, que les dio ritmo a decenas de jóvenes que harían historia, y sobre el atril descansa -y parece recién cerrado- el Álbum de Piano que contiene, entre otras joyas, la primera partitura impresa del Himno Nacional. Allí, a los costados del clavicordio, están los escudos de nobleza de los dos grandes troncos de esta casa solariega: los Leguizamón y los Palacio. Allí está el Niño Dios de cera que el fundador de la casa hizo traer del Cuzco, y que desde siempre pasa la Nochebuena y la Navidad -como invitado de máximo honor- en la cercana iglesia de San Francisco. Allí está, intacto, el techo que pintó a mano, primorosamente, un ignoto artista francés que llegó a Salta con ese único propósito, y allí -en fin- están las consolas, las arañas, la platería, las cortinas y los cuadros que Ambrosio Romero Carranza menciona en su biografía de Frías...Y si es por empaque histórico, lo cierto es que no es fácil ganarle a los Leguizamón:
«No pregunten quién soy /
ni qué hice en la lid /
que mis armas dirán /
que desciendo del Cid»
es el lema que se lee en su escudo.

## Monumento Histórico Nacional
Esta residencia fue declarada Monumento Histórico Nacional el 19 de julio de 1979, mediante el decreto 1739/79.
La Comisión Nacional de Monumentos, de Lugares y de Bienes Históricos expresa en su ficha lo siguiente:

Fue construida entre 1806 y 1808 para don Juan Galo Leguizamón, próspero comerciante de Salta. En sus Memorias, el general José María Paz relata su asistencia a un baile en la casa donde se reunía la aristocracia salteña. Su tipología de casa de comercio en esquina, que se remonta a la época colonial, se caracteriza por ubicarse el uso comercial en planta baja, con acceso a través de una puerta doble en ángulo recto -"geminada"- y en los altos, el uso residencial. Ambas plantas se ordenan alrededor de dos patios, a los que se accede desde las dos calles. Aunque el resto del edificio evidencia intervenciones decimonónicas -como los pretiles que en la planta alta sobresalen por encima de la cornisa y ocultan el tejado- la fachada conserva rasgos virreinales: la mencionada "puerta geminada", el balcón corrido con rejas de hierro, las proporciones esbeltas y el ritmo exacto de las aberturas, sus dinteles rectos, y la sobria y casi nula ornamentación de las paredes lisas pintadas de color rosa fuerte, casi morado. Colonial es también la estructura resistente de gruesos muros de adobe, con las armaduras de madera ocultas por cielorrasos de lienzos pintados. Los dinteles, las galerías de los patios interiores y las escaleras son de madera.

Mientras estuvo en poder de sus descendientes, por una decisión familiar respetada a ultranza, se conservaron intactos la estructura, la decoración, el mobiliario y la vajilla originales, habiendo sido un testimonio único del estilo de vida de las élites salteñas en el siglo XIX.
Fueron siete las generaciones de la familia Leguizamón que habitaron la casa.
En el censo de 1869 figuran residiendo en Florida y Caseros todas las hijas mujeres de Juan Galo Leguizamón, dos de ellas casadas: Asunción con Benjamín Dávalos y Ángela con Prudencio Palacio, con sus respectivas familias. Después de la sucesión, la casa quedó en poder de los Palacio Leguizamón que eran dos: Carlota y Prudencio (h), que convinieron en que la casa quede para Carlota mientras Prudencio recibiría las propiedades rurales.
Carlota se casó con Benjamín Leguizamón Otárola, primo hermano suyo y tuvieron nueve hijos, de los cuales solo tuvieron descendencia María Antonia casada con el catamarqueño Eduardo Vicente Molina Figueroa, ingeniero agrónomo y Adolfo, abogado, casado con María Antonieta Aráuz. Esas nueve partes a través de legados y sucesiones quedaron distribuidas entre los descendientes de esos dos matrimonios: los Molina Leguizamón, con sus ramas Escalada Molina y Clement Molina, y los Leguizamón Aráuz. Estas tres líneas sucesorias son los que finalmente figuraron como beneficiarios de la liquidación realizada por el Estado Nacional cuando éste expropió la casa.

## Museo Casa de Leguizamón
En 2008, dos siglos después de su construcción, se concretó su expropiación, pasando a depender de la Secretaría de Cultura de la provincia de Salta, siendo actualmente el Museo Casa de Leguizamón.